# Барабаш, Юрий Владиславович
Ю́рий Владисла́вович Бараба́ш (14 апреля 1974, Петропавловск-Камчатский, Камчатская область, РСФСР, СССР — 27 сентября 1996, Москва, Россия), также известный под псевдонимом Петлю́ра, — российский певец, автор-исполнитель русского шансона и блатной песни.

## Биография
Родился 14 апреля 1974 года в Петропавловске-Камчатском в семье Владислава Барабаша — офицера ВМФ и Тамары Сергеевны Барабаш — сотрудницы Ставропольского кукольного театра, затем — краевой филармонии.
Был вторым ребёнком в семье после сестры Лолиты, родившейся в 1972 году.
В 1982 году семья по совету врачей, нашедших у сестры Юрия сердечное заболевание, переехала в Ставрополь. 23 февраля 1984 года умер его отец.
Был трудным подростком. Прозвище «Петлюра» получил в школе, где его за хулиганские наклонности прозвали Юра-Петлюра (по аналогии с украинским политическим деятелем времён Гражданской войны Симоном Петлюрой).
Не имел специального музыкального образования и играть на гитаре учился самостоятельно. Одну из первых записей, сделанных в домашних условиях, услышал продюсер группы «Ласковый май» Андрей Разин и пригласил его в свою студию для одарённых детей. Обладал голосом, очень похожим на голос Юры Шатунова. В 1992 году несколько месяцев был солистом этой группы под псевдонимом Юра Орлов, но вскоре отказался от дальнейшей работы с Разиным.
Уйдя от Разина, начал сольную карьеру как автор-исполнитель русского шансона под псевдонимом Петлюра. Первые альбомы «Споём, жиган» (1993) и «Налётчик Беня» (1994) записывались в домашней студии.
В 1995 году заключил контракт с фирмой «Мастер Саунд» (директор Юрий Севостьянов). Некоторые из предыдущих песен были перезаписаны на профессиональном оборудовании. Появились альбомы «Малолетка», «Скорый поезд» (одна из самых известных работ артиста), «Печальный парень» (песня «Не судьба» с альбома «Малолетка» два года спустя была использована для хита «Ветер с моря дул» певицы Натали с пометкой «автор неизвестен»; Юрий Малышев заявил о своих правах, став в итоге одним из официальных соавторов). «Прощальный альбом» был записан ещё при жизни артиста, автор альбома Слава Чёрный, однако альбом увидел свет после его смерти, отсюда и название альбома. (Песни «Голубоглазая» из альбома «Споём Жиган» и «Стена» из альбома «Малолетка» четыре года спустя вышли в  исполнении Виктора Петлюры в его первом альбоме «Голубоглазая») 
Определённое место в репертуаре Барабаша занимал неофициальный фольклор советского периода — так называемый «городской романс», или «уличные песни»: «Платье белое», «Алешка», «Курочка», «Сколько я бродил…» (стала широко известной благодаря фильму Динары Асановой «Пацаны»), «Вязаный жакет» и другие. Автором песен к кинофильму «Пацаны» является Виталий Черницкий, песни «Вязаный жакет» — А. Долуханян и Н. Доризо.

### Гибель
Погиб в ДТП в Москве на Севастопольском проспекте в ночь с 27 на 28 сентября 1996 года. Барабашу было 22 года. Обстоятельства гибели неизвестны. По одной из версий, в момент автокатастрофы находился за рулём BMW 535i E34, опыт вождения составлял несколько дней (по мнению родных — несколько минут). Существуют и другие версии. Родные и близкие категорически отрицают возможность нахождения Барабаша за рулём в момент ДТП, поскольку у него не было своей машины и как такового опыта вождения. Согласно открытой информации из базы ГИБДД, автомобиль BMW 1992 года выпуска с государственным регистрационным номером В659НВ77 Барабашу не принадлежал. Сюжет об этой аварии попал в телепередачу «Дорожный патруль». В телепередаче сообщалось, что водитель данного автомобиля не установлен.
Похоронен на Хованском кладбище Москвы, участок № 34-В.

## Дискография

### Альбомы
| 1993 — Споём, жиган |
| --- |
| 1. Вступление 2. Открылась дверь 3. Алёшка 4. Споём, жиган 5. Мне пел-нашёптывал начальник… 6. Письмо 7. Песня про курочку 8. Предо мной стоит стена |

| 1994 — Налётчик Беня |
| --- |
| 1. Налётчик Беня (Я налётчик Беня) 2. Дождь 3. Не хотел умирать 4. У беды глаза зелёные (Боль) 5. На улице Гороховой 6. Постой, паровоз! 7. Вязанный жакет 8. Сколько б не бродил 9. Открылась дверь (Муся) 10. Алёшка 11. Споём, жиган 12. Мне пел нашёптывал начальник… 13. Я пишу тебе голубоглазая 14. Курочка 15. Предо мной стоит стена |

| 1995 — Малолетка |
| --- |
| - Малолетка - Платье белое - Гитара семиструнная - Тёмная вода - Дождь - Курочка - Одинокий трамвай - Не судьба - Споём, жиган - Стена - Алёшка - Не хотел умирать - Бродяга - Ты одна стоишь у клёна (Remix) |

| 1996 — Скорый поезд |
| --- |
| - Скорый поезд - В старой церквушке - Блудница - Облака - Как служил солдат - Наташка - Долгая разлука - Люди, помогите - Люблю тебя - Я опускаюсь на колени - Дочь прокурора - Не надо - Воровская |

| 1996 — Печальный парень |
| --- |
| - Печальный парень - Хочешь, я прибегу - Про любовь - Я иду осторожно - Мокрый асфальт - В тихом ресторане - Их не зовут - Ставрополье - Конопля - Наш путь - Моя любимая (Remix) |

| 1997 — Прощальный альбом |
| --- |
| - Ты одна стоишь у клёна - Дом один на всех - Бродяга-странник - Беглец - Моя любимая - Русалка - Романс - Пацаны - Непонятная песня - Неужели так бывает |

### Неизданное
| 1992 — Юрий Барабаш (под псевдонимом «Юрий Орлов») — в составе группы «Ласковый май» |
| --- |
| - Интро - Всё, что было раньше - Младшая сестрёнка - Одинокий трамвай - Последний снег - Скорый поезд - Случайная встреча - Это не любовь - Я не верю - Я подарю тебе цветы Примечание. В 1996 году песни «Младшая сестрёнка» и «Случайная встреча» в исполнении Юрия Барабаша были официально изданы студией «Ласковый май» в альбоме «Ласковый май: Лучшее». В 2000 году песни «Всё, что было раньше», «Скорый поезд», «Это не любовь» и «Я не верю» также изданы студией «Ласковый май» в альбоме «Ласковый май: Легенды (1988—1993 гг.)» |

## Документальные фильмы
- 2006 — «Как уходили кумиры» — "Петлюра (Юрий Барабаш)"

- 2010 — «Мистическая гибель звёзд»

- 2013 — «Пока ещё не поздно» — "Михаил Круг. "Роковая фотография“

- 2018 — «90-е» — "Короли шансона"

- 2020 — «Привет, Андрей!» — "Вечер в компании Ирины Круг"

- 2025 — «Основано на реальных событиях» — "Организованная поющая группировка" (4 Серия)